# شركس الأردن

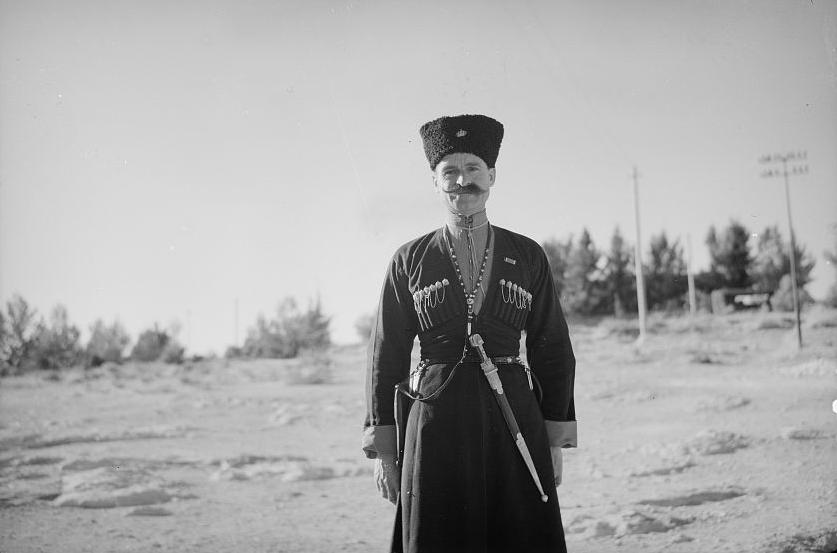
أحد حراس الملك عبدالله الأول من الشراكس، عام 1940

شركس الأردن هم مواطنون أردنيون من أصل شركسي.

## خلفية
استمرت حروب الشركس ضد روسيا مئة وأربعة وخمسون عامًا بصورة مستمرة، أثناء الحملات التوسعية التي شنتها روسيا في نهاية القرن الثامن عشر وبداية القرن التاسع عشر لضم أراضيهم إلى روسيا القيصرية.
أدت سيطرة روسيا على أراضي الشركس إلى موجات من الهجرات القسرية إلى أنحاء الدولة العثمانية تحت وطأة التهديدات الروسية بالإبادة التامة أو النقل والتوطين في أماكن تحددها القوات الروسية وهي أشبه بمعسكرات الاعتقال، وتحت طائلة الخوف من الإجبار على ترك دينهم الإسلامي. هاجر الشركس إلى عدة دول مثل سوريا، ولبنان، ومصر، والأردن،  وليبيا، وغيرها من الدول.

## الهجرة
كانت قبيلة الشابسوغ أول مجموعة من القادمين التي قدمت عبر تركيا إلى دمشق ثم من هناك إلى عمان حيث سكنوا فيها. وقدمت المجموعة الثانية الكبرى عبر الطريق البحري من البلقان إلى بيروت وعبرت حلب متوجهة إلى عمَّان. وصلت مجموعة من الشيشان من تركيا إلى الأردن عبر الطريق البري ما بين الأعوام 1888 ـ 1902 ـ 1905 كما يتواجد عدد قليل من الداغستانيين. استوطن الشركس أماكن عدة في الأردن ففي عمان كان الشابسوغ والقبرطاي والقليل من الأبزاخ، وادي السير وجميع سكانها من الشابسوغ والبزادوغ والأبزاخ. اما كلا من صويلح فقد ضمت القبرطاي والشيشان، ناعور وسكانها من الأبزاخ البزادوغ وقليل من القبرطاي والشابسوغ، الزرقاء ومعظم سكانها من الشيشان الذين وصلوا 1902-1905 مع شيشان صويلح وقليلا من القبرطاي. جرش والرصيفة جميع سكانهما من القبرطاي.
يحظى الشراكسة في الأردن بامتيازات عدة من النواحي الثقافية، الاقتصادية، والسياسية فالكثير منهم يشغل مناصب عالية في جهاز الدولة والوظائف الحكومية، كما أن الحرس الملكي الأردني مكون من الشراكسة.